# Зальцкаммергут

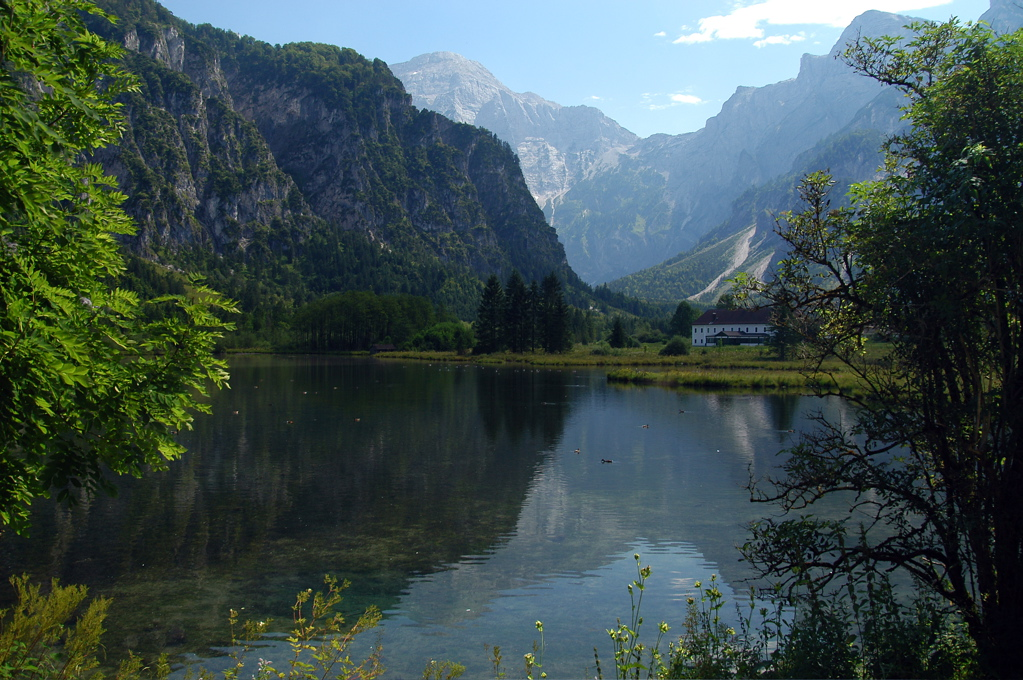
Озеро Альмзе в Зальцкаммергуте

Зальцкаммергут (нем. Salzkammergut) — историческая область в Австрии к востоку от Зальцбурга, на территории федеральных земель Верхняя Австрия (72 %), Зальцбург (12 %) и Штирия (16 %). Богатый озёрами горный край в долине реки Траун — традиционное место туризма. Название Зальцкаммергут, буквально имущество Соляной палаты, напоминает о временах, когда окрестные соляные шахты управлялись имперской администрацией из Вены. В 1997 году район города Гальштат и гора Дахштайн вошли в список Всемирного наследия ЮНЕСКО, как по критерию исключительного природного ландшафта, так и за его роль в развитии человечества — соляные шахты Зальцкаммергута разрабатывались начиная со второго тысячелетия до н. э.

## География
Ландшафт области определяет речная система Трауна с 76 большими и малыми озёрами и окружающие её горы: Дахштайн, Мёртвые горы и Пещерные горы. Три основных ландшафта Зальцкаммергута — альпийские предгорья (север), среднегорье (Mittelgebirge), сложенное флишевыми породами, и собственно альпийское высокогорье, сложенное известняковыми породами. Зальцкаммергут был сформирован ледником, изолированные участки которого во время последнего потепления образовали озёра и высокогорные болота. В известняковых горных массивах распространены пещеры, в том числе Хирлацхёле общей длиной 96 км.

## История

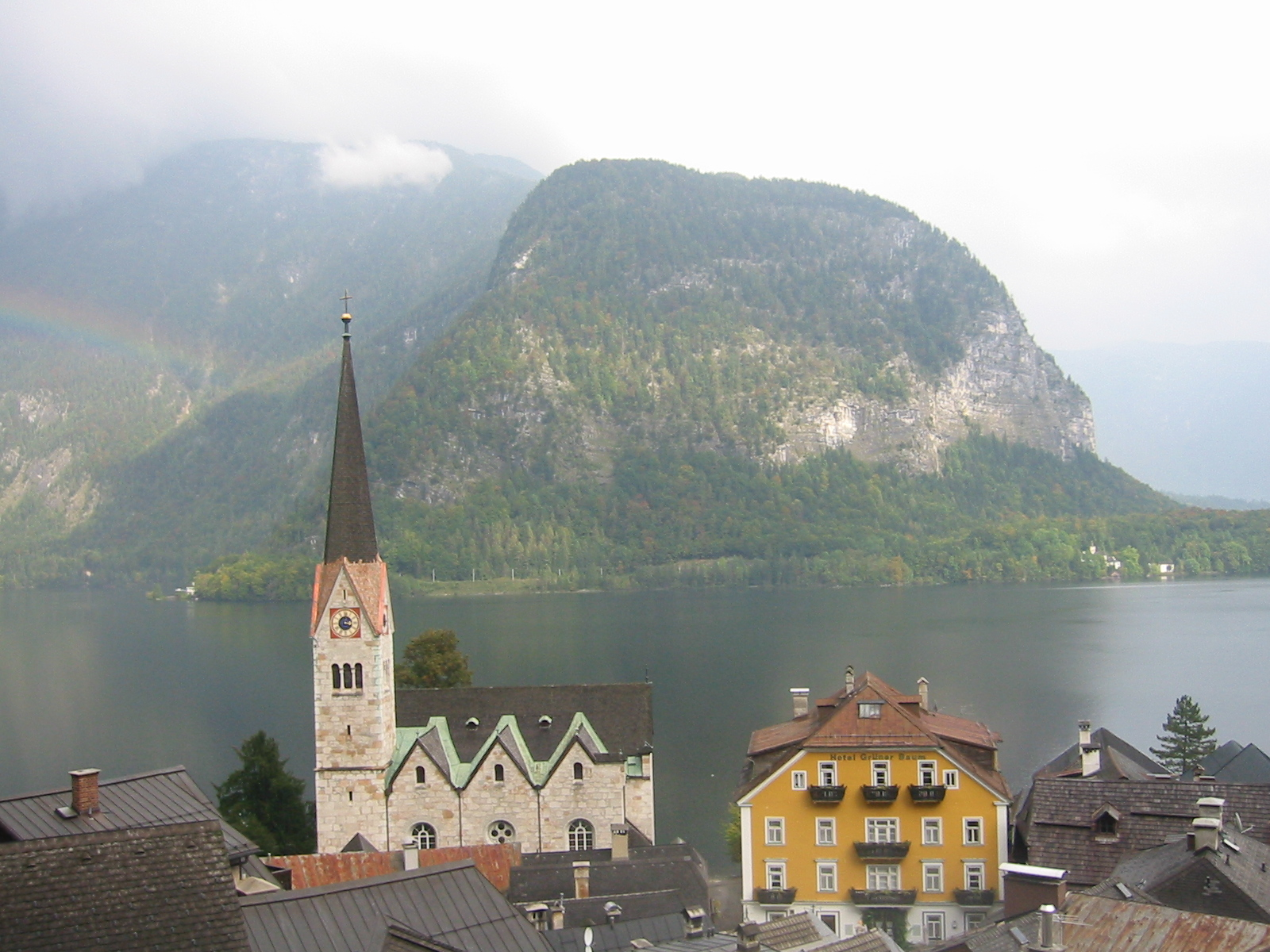
Гальштат и Гальштатское озеро

Древнейшая культура человека, известная в Зальцкаммергуте, — мондзейская культура, датируемая 3600-3300 гг. до н. э. Мондзейские поселенцы строили дома на воде и умели обрабатывать медь. Хорошо изучена Гальштатская археологическая культура, 900—400 гг. до н. э. Названная по Гальштату в Зальцкаммергуте, эта культура широко представлена от северной Франции до Албании (вариант гальштатской культуры в Венгрии и на Западной Украине известен как Гава-голиградская культура).
C середины XV века район соляных шахт — в собственности дома Габсбургов, само же название Зальцкаммергут впервые упомянуто в 1656. В XVIII—XIX веке австрийское государство поддерживало доходную соляную монополию, постоянно прирезая к Зальцкаммергуту новые лесные угодья — солеварни требовали топлива. Современные границы области установились только в середине XX века.

## Озёра и города

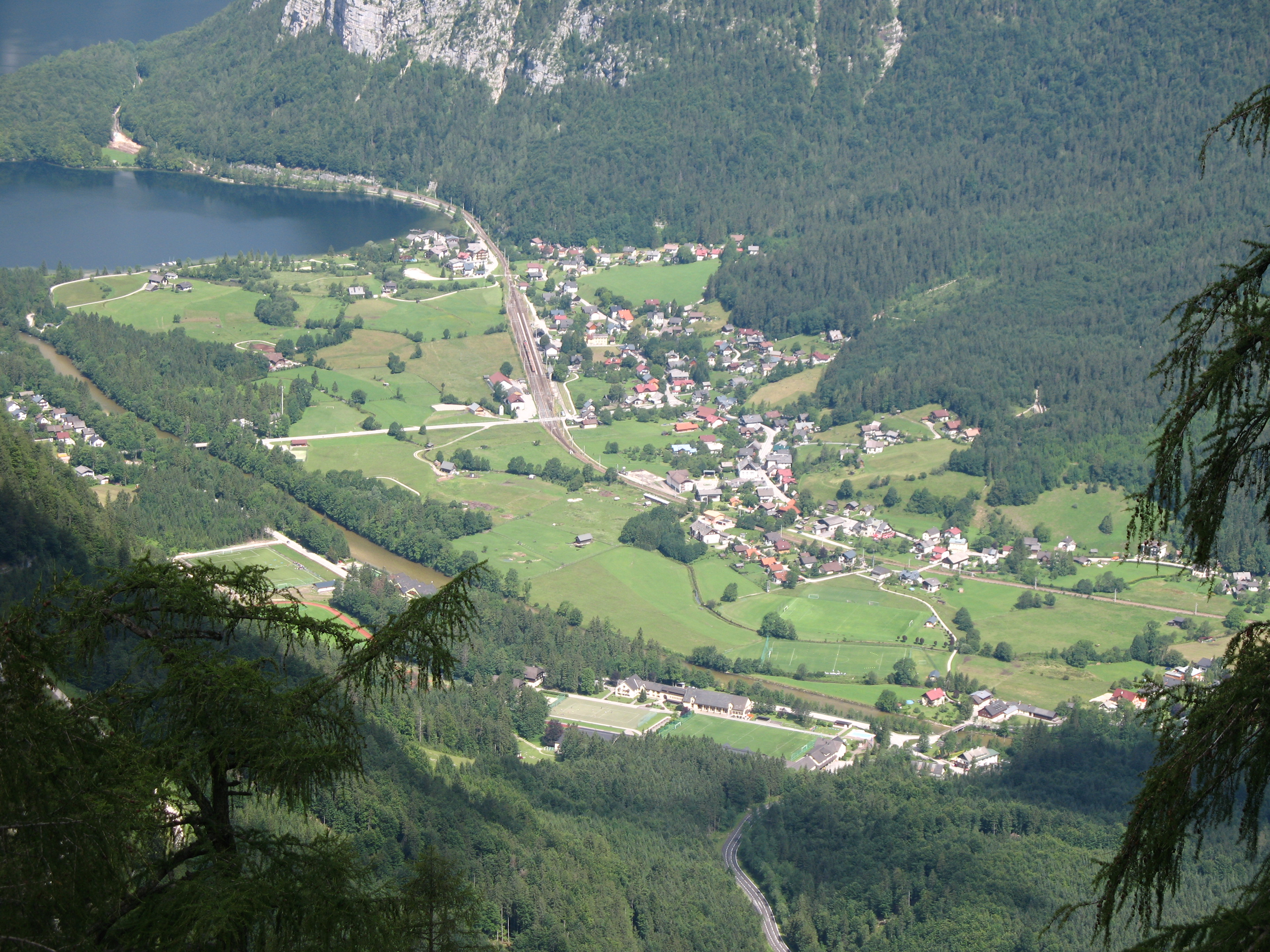
Обертраун, вид с высот Хоэ Дахштайн

В состав Зальцкаммергута входит десять районов:
- Аусзерланд (штирийская часть Зальцкаммергута) с центром Бад-Аусзе
- Вольфгангзе
- Внутренний Зальцкаммергут с городами Гальштат, Бад-Гойзерн, Обертраун
- Траунзе
- Аттерзе
- Бад-Ишль
- Мондзе
- Фуксзе
- Аттергау
- Альмталь